# Shivalik-Klasse
Die Shivalik-Klasse (Project 17) ist eine Bauserie von drei Fregatten mit Tarnkappentechnik, die für die indische Marine gebaut worden ist.

## Technik
Die 6.200-Tonnen-Fregatten haben eine Besatzung von 257 Mann. Der eigenständige Entwurf Indiens ist mit einem Mix an Waffen und Sensoren russischer, westlicher und israelischer Herkunft ausgerüstet. Der lokale Anteil Indiens beträgt etwa 60 % des Wertes. So stammen Sonar- und U-Abwehrsysteme aus dem eigenen Land, ebenso wie die Kavach-Täuschkörper. Die Bewaffnung besteht aus zwei Barak-1-Nahbereichsflugabwehrsystemen und acht Klub-VLM-Flugkörper-Systemen mit Reichweiten von 30 bzw. 300 km sowie Shtil-1-Luftabwehrraketen mittlerer Reichweite. Ferner besitzen die Schiffe je zwei 12-läufige U-Abwehr-Raketenstarter RBU 6000 Smertsch sowie in Indien in Lizenz hergestellte Oto-Melara-76-mm-Geschütze. Die 142 m langen Fregatten setzen darüber hinaus vom achterlichen Flugdeck zwei U-Abwehr-Helikopter ein.

## Einheiten
| Kennung | Name     | Stapellauf     | Indienststellung | Marinestützpunkt |
| ------- | -------- | -------------- | ---------------- | ---------------- |
| F 47    | Shivalik | 18. April 2003 | 29. April 2010   | Visakhapatnam    |
| F 48    | Satpura  | 4. Juni 2004   | 20. August 2011  | Visakhapatnam    |
| F 49    | Sahyadri | 27. Mai 2005   | 21. Juli 2012    | Visakhapatnam    |